# Fred Come to Bed
Fred Come to Bed ist eine Single des Dancefloor-Projekts E-Rotic, die am 1. März 1995 veröffentlicht wurde. Es ist die zweite Singleauskopplung aus dem Album Sex Affairs.

## Über die Single
Die Single Fred Come to Bed wurde von Lyane Leigh gesungen und vom Produzenten David Brandes gerappt. Geschrieben wurde das Lied von John O’Flynn und Brandes.
Bei dieser Single geht es, wie bei vielen anderen E-Rotic-Songs auch, hauptsächlich um das Thema Geschlechtsverkehr.
Die Single wurde am 1. März 1995 auch als Maxi-CD (die auch einige Remixe enthält) ausgekoppelt. Dazu wurde auch ein Musikvideo veröffentlicht. Es ist E-Rotic-typisch im Comic-Look gehalten. Die Single Fred Come to Bed konnte einen größeren Erfolg erzielen als die erste E-Rotic-Single Max Don’t Have Sex with Your Ex und schaffte es bis auf Platz drei der Deutschen Singlecharts. Sie ist damit die erfolgreichste Single von E-Rotic.

## Titelliste der Maxi-CD
1. Fred Come to Bed (Radio Edit) – 3:56
2. Fred Come to Bed (Extended Version) – 5:14
3. Fred Come to Bed (The Bed Fred Remix) – 5:08
4. Fred Come to Bed (The Groaning E-Rotic Remix) – 4:54
5. Fred Come to Bed (Instrumental Version) – 3:56

## Musikvideo
Wie bei den anderen E-Rotic-Songs wurde das Musikvideo von Fred Come to Bed als Comicvideo veröffentlicht. Das Musikvideo wurde von Zoran Bihać erstellt.

## Charts und Chartplatzierungen
| ChartsChartplatzierungen     | Höchstplatzierung | Wochen |
| ---------------------------- | ----------------- | ------ |
| Deutschland (GfK)            | 3 (18 Wo.)        | 18     |
| Österreich (Ö3)              | 5 (14 Wo.)        | 14     |
| Schweiz (IFPI)               | 6 (16 Wo.)        | 16     |
| Vereinigtes Königreich (OCC) | 90 (1 Wo.)        | 1      |

## Auszeichnungen für Musikverkäufe
| Land/Region        | Auszeichnungen für Musikverkäufe (Land/Region, Auszeichnung, Verkäufe) | Verkäufe |
| ------------------ | ---------------------------------------------------------------------- | -------- |
| Deutschland (BVMI) | Gold                                                                   | 250.000  |
| Insgesamt          | 1× Gold ·                                                              | 250.000  |

## Coverversionen
- 1995: Fred Feuerstein feat. Wilma: Fred, komm ins Bett (Diese Single wurde auf Deutsch veröffentlicht und wurde abgewandelt, produziert wurde es wie beim Original von David Brandes)
- 2006: Shanadoo: My Samurai (Diese Single wurde abgewandelt vom Original und wurde auf Japanisch veröffentlicht. Auch dieses Cover wurde von Brandes veröffentlicht.)